# Canton de Saint-Vallier-de-Thiey
Le canton de Saint-Vallier-de-Thiey est une ancienne division administrative française, située dans le département des Alpes-Maritimes et la région Provence-Alpes-Côte d'Azur.

## Composition
Ce canton était composé des sept communes suivantes :
| Nom                                | Code Insee | Intercommunalité     | Superficie (km2) | Population (dernière pop. légale) | Densité (hab./km2) |
| ---------------------------------- | ---------- | -------------------- | ---------------- | --------------------------------- | ------------------ |
| Saint-Vallier-de-Thiey (chef-lieu) | 06130      | CA du Pays de Grasse | 50,68            | 3 493 (2014)                      | 69                 |
| Cabris                             | 06026      | CA du Pays de Grasse | 5,43             | 1 300 (2014)                      | 239                |
| Escragnolles                       | 06058      | CA du Pays de Grasse | 25,48            | 616 (2014)                        | 24                 |
| Peymeinade                         | 06095      | CA du Pays de Grasse | 9,76             | 8 060 (2014)                      | 826                |
| Saint-Cézaire-sur-Siagne           | 06118      | CA du Pays de Grasse | 30,02            | 3 930 (2014)                      | 131                |
| Spéracèdes                         | 06137      | CA du Pays de Grasse | 3,46             | 1 293 (2014)                      | 374                |
| Le Tignet                          | 06140      | CA du Pays de Grasse | 11,26            | 3 298 (2014)                      | 293                |

## Représentation

### conseillers généraux de 1833 à 2015
| Période               | Identité                        | Parti                | Qualité |
| --------------------- | ------------------------------- | -------------------- | --- |
| 1833-1852             | M. Fortuné Maure                | Droite Monarchiste   | Médecin à Grasse, Représentant du peuple (1846-1848, 1849-1851) Président du Conseil Général du Var (1848-1852)                                                                 |
| 1852-1861             | M. Paul Reverdit                |                      | Avocat et propriétaire à Grasse |
| 1861-1880             | M. Fortuné Maure                | Républicain          | Médecin à Grasse Président du Conseil Général des Alpes-Maritimes (1870-1874) Député (1846-1848, 1849-1851 et 1871-1876) Ancien Président du Conseil Général du Var (1848-1852) |
| 1880-1881 (démission) | M. Baptistin Giraud             |                      | Propriétaire à Grasse |
| 1881-1892             | M. Edmond Chiris                | Républicain          | Parfumeur à Grasse |
| 1892-1904             | M. Antoine Aubin                | Républicain          | Maire de Saint-Cézaire-sur-Siagne (1875-1880 et 1897-1907), conseiller d'arrondissement                                                                                         |
| 1904-1910 (démission) | M. César Ossola                 | Républicain          | Chimiste, fabricant de parfum , adjoint au maire de Grasse Député (1906-1910)                                                                                                   |
| 1910-1922             | M. Louis Roure                  | Rad.                 | Industriel à Grasse |
| 1922-1934             | M. Michel Belletrud             | RG                   | Docteur en médecine Maire de Cabris |
| 1934-1940             | M. Joseph Cauvin                | RG                   | Huissier à Grasse Maire de Peymeinade, conseiller d'arrondissement |
|                       |                                 |                      | |
| 1945-1961             | M. François Laugier (1900-1977) | SFIO                 | Minotier Maire de Saint-Cézaire-sur-Siagne (1935-1971), ancien conseiller d'arrondissement                                                                                      |
| 1961-1992             | Me Régis Capponi (1913-2004)    | CD puis UDR puis RPR | Avocat à Nice Maire de Peymeinade (1958-1995) |
| 1992-2011             | M. Maxime Coullet               | DVD                  | Proviseur Maire de Saint-Cézaire-sur-Siagne (1985-2014) |
| 2011-2015             | M. Jean-Marc Delia              | SE                   | Directeur informatique Maire de Saint-Vallier-de-Thiey |

### Conseillers d'arrondissement (de 1833 à 1940)
| Période                                  | Période | Identité                               | Étiquette   | Qualité |
| ---------------------------------------- | ------- | -------------------------------------- | ----------- | --- |
| 1833                                     | 1848    | M. Jean Baptiste Spitalier (1785-1856) |             | Chirurgien, propriétaire à Cabris                                                                           |
|                                          |         |                                        |             | |
| avant 1869                               | 1889    | M. Paul Sénéquier                      |             | Ancien Sous-secrétaire en chef de la sous-préfecture de Grasse                                              |
| 1889                                     | 1892    | M. Antoine Aubin                       | Républicain | Ancien maire de Saint-Cézaire-sur-Siagne                                                                    |
| 1892                                     | 1907    | M. Élie Lavenne                        |             | Propriétaire, maire de Cabris                                                                               |
| 1907                                     | 19..    | M. Jean Mathieu Gabriel Adrien Bossy   |             | Propriétaire oléiculteur à Peymeinade                                                                       |
| 19..                                     | 1931    | M. Adolphe Felker                      |             | Maire du Tignet                                                                                             |
| 1931                                     | 1934    | M. Joseph Cauvin                       | RG          | Huissier, maire de Peymeinade                                                                               |
| 1934                                     | 1940    | M. François Laugier                    | SFIO        | Minotier à Saint-Cézaire-sur-Siagne, élu maire en 1935                                                      |
| 1940                                     |         |                                        |             | Les conseils d'arrondissement ont été suspendus par la loi du 12 octobre 1940 et n'ont jamais été réactivés |
| Les données manquantes sont à compléter. |         |                                        |             | |

## Démographie
| 1962  | 1968  | 1975  | 1982   | 1990   | 1999   | 2006   | 2011   | 2012   |
| ----- | ----- | ----- | ------ | ------ | ------ | ------ | ------ | ------ |
| 3 656 | 4 784 | 7 047 | 10 180 | 14 618 | 17 935 | 20 330 | 21 491 | 21 707 |